# Richtlinie 2000/53/EG über Altfahrzeuge
Die Richtlinie 2000/53/EG des Europäischen Parlaments und des Rates vom 18. September 2000 über Altfahrzeuge regelt die stoffliche Verwertung von Kraftfahrzeugen durch Fahrzeugrecycling innerhalb der Europäischen Union (EU). Sie enthält u. a. seit dem 1. Juli 2003 geltende Stoffverbote, beispielsweise für Schwermetalle und Chrom (VI).
Ziel der Richtlinie ist, die Wiederverwendungs- und Verwertungsrate bis zum Jahr 2006 jährlich auf 85 Prozent und bis zum Jahre 2015 auf 95 Prozent des durchschnittlichen Fahrzeuggewichts zu erhöhen. Weiterhin werden die EU-Mitgliedsstaaten verpflichtet, Rücknahmesysteme für Altfahrzeuge einzurichten.
Das mit dieser Richtlinie umzusetzende abfallwirtschaftliche Konzept der Europäischen Union beruht auf zwei sich ergänzenden Strategien:
- Vermeidung der Entstehung von Abfällen durch Verbesserung der Produktauslegung
- Ausweitung des Recycling und der Wiederverwendung von Abfällen

Die deutsche Umsetzung der Richtlinie ist am 1. Juli 2002 durch die Altfahrzeugverordnung erfolgt.